# Championnat de Jordanie de football 2025-2026
Navigation
Jordan Pro League 2024-2025 Jordan Pro League 2026-2027
La saison 2025-2026 de Jordan Pro League est la 76e édition du Championnat de Jordanie de football. 
Le Al Hussein Irbid est le tenant du titre après avoir remporté pour la 2e fois la compétition alors que le Sama Al-Sarhan SC et le Al Buqa'a, rejoignent ce niveau de la compétition.

## Réglement
La Jordan Pro League 2025-2026 est composé de dix clubs qui s'affrontent tous lors de confrontations aller et retour. Le champion est l'équipe qui obtient le plus grand nombre de points après les 18 journées de championnat. À la fin de la compétition, le champion et le vainqueur de la Coupe de Jordanie de football 2025-2026 se qualifient pour la Ligue des champions 2 2026-2027 et les deux derniers sont relégué en Jordanian First Division League l'année suivante. 
Le classement est calculé avec le barème de points suivant : une victoire vaut trois points, le match nul un. La défaite ne rapporte aucun point.
À égalité de points, les critères de départage sont les suivants :
1. Plus grand nombre de points dans les confrontations directes ;
2. Plus grande différence de buts dans les confrontations directes ;
3. Plus grand nombre de buts marqués dans les confrontations directes ;
4. Plus grande différence de buts générale ;
5. Plus grand nombre de buts marqués.

Les règles 1,2 et 3 de départage des clubs lors des rencontres disputées entre eux ne peuvent s’appliquer que si les deux matchs les ayant opposés ont été joués.

## Participants
L'édition 2025-2026 est la 1re édition à dix équipes, les deux promus de Jordanian First Division League sont le Sama Al-Sarhan SC et le Al Buqa'a. Ces deux clubs remplacent les quatre clubs relégués afin de ramené la nombre d'équipe à dix, le Al-Sareeh SC, le Shabab Al-Aqaba SC, le Ma'an SC et le Moghayer Al-Sarhan.
| Club                 | Ville            | Classement 2024-2025 | Stade                       | Capacité |
| -------------------- | ---------------- | -------------------- | --------------------------- | -------- |
| Al Hussein Irbid     | Irbid            | 1er                  | Stade Al-Hassan             | 12 000   |
| Al-Weehdat Club      | Amman            | 2e                   | Stade Roi Abdullah          | 18 000   |
| Al-Faisaly SC        | Amman            | 3e                   | Stade international d'Amman | 25 000   |
| Al Ramtha SC         | Ar Ramtha        | 4e                   | Stade du Prince Hashim      | 5 000    |
| Al-Salt SC           | Salt             | 5e                   | Stade Al-Salt               | 1 000    |
| Al-Jazira Amman      | Amman            | 6e                   | Stade international d'Amman | 17 619   |
| Al-Ahli SC           | Amman            | 7e                   | Stade international d'Amman | 25 000   |
| Shabab Al-Ordon Club | Amman            | 8e                   | Stade du Roi Abdullah II    | 13 000   |
| Sama Al-Sarhan SC    | Badiah Gharbiyah | 1er                  | Stade du Prince Ali         | 12 000   |
| Al Buqa'a            | Amman            | 2e                   | Stade international d'Amman | 25 000   |

Légende des couleurs
- Phase de groupe de la Ligue des champions 2 2025-2026
- Promu de la Jordanian First Division League 2024-2025

| \| Al-Ahli SC Al Buqa'a Al-Weehdat Club Al-Faisaly SC Al-Jazira Amman Shabab Al-Ordon Club Al Hussein Irbid Al-Salt SC Al Ramtha SC Sama Al-Sarhan SC \| Localisation des clubs engagés dans le championnat. |
| Al-Ahli SC Al Buqa'a Al-Weehdat Club Al-Faisaly SC Al-Jazira Amman Shabab Al-Ordon Club Al Hussein Irbid Al-Salt SC Al Ramtha SC Sama Al-Sarhan SC                                                           |

## Compétition

### Classement
| Rang | Équipe               | Pts | J | G | N | P | Bp | Bc | Diff |
| ---- | -------------------- | --- | - | - | - | - | -- | -- | ---- |
| 1    | Al Ramtha SC         | 10  | 4 | 3 | 1 | 0 | 4  | 0  | +4   |
| 2    | Al-Faisaly SC        | 9   | 4 | 3 | 0 | 1 | 6  | 4  | +2   |
| 3    | Al Hussein Irbid T   | 8   | 4 | 2 | 2 | 0 | 8  | 4  | +4   |
| 4    | Al-Weehdat Club      | 7   | 4 | 2 | 1 | 1 | 4  | 1  | +3   |
| 5    | Al Buqa'a P          | 7   | 4 | 2 | 1 | 1 | 6  | 7  | -1   |
| 6    | Al-Salt SC           | 5   | 4 | 1 | 2 | 1 | 7  | 4  | +3   |
| 7    | Al-Jazira Amman      | 4   | 4 | 1 | 1 | 2 | 4  | 5  | -1   |
| 8    | Al-Ahli SC           | 4   | 4 | 1 | 1 | 2 | 5  | 8  | -3   |
| 9    | Shabab Al-Ordon Club | 1   | 4 | 0 | 1 | 3 | 1  | 7  | -6   |
| 10   | Sama Al-Sarhan SC P  | 0   | 4 | 0 | 0 | 4 | 1  | 6  | -5   |

| Légende : Qualifications et relégations | Légende : Qualifications et relégations                                                                           |
| --------------------------------------- | --- |
|                                         | Phase de groupe de la Ligue des champions 2 2026-2027                                                             |
|                                         | Tour préliminaire de la Ligue des champions 2 2026-2027                                                           |
|                                         | Relégation en Jordanian First Division League                                                                     |
|                                         | T : Tenant du titre P : Promus de Jordanian First Division League C : Vainqueur de la Coupe de Jordanie 2025-2026 |

### Résultats
| Résultats (▼dom., ►ext.)                                   | ASC | AB  | FSC | HI  | JA  | RSC | SSC | SSSC | WC  | SOC |
| Al-Ahli SC                                                 |     | 2-3 | -   | -   | -   | -   | -   | -    | 0-0 | -   |
| Al Buqa'a                                                  | -   |     | -   | -   | 0-0 | -   | 1-5 | 2-0  | -   | -   |
| Al-Faisaly SC                                              | -   | -   |     | -   | 2-1 | -   | 2-1 | -    | -   | 2-1 |
| Al Hussein Irbid                                           | 5-2 | -   | -   |     | -   | 0-0 | -   | -    | -   | -   |
| Al-Jazira Amman                                            | -   | -   | -   | 1-2 |     | -   | -   | 2-1  | -   | -   |
| Al Ramtha SC                                               | -   | -   | 1-0 | -   | -   |     | -   | -    | -   | -   |
| Al-Salt SC                                                 | -   | -   | -   | 1-1 | -   | -   |     | -    | -   | 0-0 |
| Sama Al-Sarhan SC                                          | 0-1 | -   | -   | -   | -   | -   | -   |      | 0-1 | -   |
| Al-Weehdat Club                                            | -   | -   | -   | -   | -   | 0-1 | -   | -    |     | 3-0 |
| Shabab Al-Ordon Club                                       | -   | -   | -   | -   | -   | 0-2 | -   | -    | -   |     |
| - Victoire à domicile - Match nul - Victoire à l'extérieur |     |     |     |     |     |     |     |      |     |     |

## Bilan de la saison
| Championnat de Jordanie de football 2025-2026 |   |
| Champion                                      |   |
| Coupes et trophées                            |   |
| Vainqueur de la Coupe de Jordanie 2025-2026   | 0 |
| Qualifications continentales                  |   |
| Ligue des champions 2                         |   |
| Promotions et relégations                     |   |
| Promus en Jordan Pro League                   |   |
| Relégués en Jordanian First Division League   |   |